# Aarschot
Aarschot é uma cidade da Bélgica (Brabante), a NE de Leuven, sobre o rio Demer; 26.100 habitantes. Lá tem igrejas dos séculos XVI e XV e um museu regional no antigo convento das beguinas. Fica localizado no distrito de Lovaina, província de Brabante Flamengo, região da Flandres.
Aarschot foi violentamente atingida na Primeira Guerra Mundial. Quando as tropas alemãs ocuparam a cidade em 19 de agosto de 1914, o corlnel Stenger, comandante da 8.ª Brigada de Infantaria alemã, foi assassinado na varanda da câmara municipal. Em retaliação, muitas casas da cidade foram queimadas e 156 pessoas executadas, incluindo o presidente da câmara Tielemans e o seu filho de 15 anos. No dia seguinte, os restantes habitantes foram forçados a deixar a cidade.

## Habitantes famosos
- Front 242, uma banda de EBM
- Scala & Kolacny Brothers, cantores de coro
- Dany Verlinden, jogador de futebol